# Fontanile di Via Aurelia
Fontanile di Via Aurelia är en fontän vid Via Aurelia i förorten Gianicolense i sydvästra Rom.

## Beskrivning
Fontänen uppfördes år 1907. Fontänens bakstycke har en plakett med S.P.Q.R. samt årtalet MCMVII. Ur två pipar porlar vattnet ner i ett stenkar.
År 2003 vandaliserades fontänen. Sju år senare, den 22 november 2010, kunde den restaurerade fontänen invigas.